# Karjala Cup 2009
Turnaj se hrál od 5. do 8. listopadu 2009. Zápas Švédsko - Česko byl odehrán v Jönköpingu.

## Výsledky a tabulka
|    |         | RUS    | FIN    | SWE     | CZE    | V | VP | PP | P | Skóre | B |
| 1. | Rusko   | Rusko  | 4:3 SN | 4:1     | 4:3 PP | 1 | 2  | 0  | 0 | 12:7  | 7 |
| 2. | Finsko  | 3:4 SN | Finsko | 7:0     | 2:1    | 2 | 0  | 1  | 0 | 12:5  | 7 |
| 3. | Švédsko | 1:4    | 0:7    | Švédsko | 4:3    | 1 | 0  | 0  | 2 | 5:14  | 3 |
| 4. | Česko   | 3:4 PP | 1:2    | 3:4     | Česko  | 0 | 0  | 1  | 2 | 7:10  | 1 |

 Švédsko -  Česko 4:3 (1:1, 3:0, 0:2) Zpráva
5. listopadu 2009 - Jönköping
- Branky  Švédsko: 11:13 Nordgren, 25:35 Nilson, 28:06 Weinhandl, 28:59 Widing
- Branky  Česko: 4:14 Jaroslav Bednář, 41:24 Jaroslav Bednář, 56:59 Marek Kvapil
- Rozhodčí: Kadyrov, Bulanov (RUS) - Dahmén, Källin (SWE)
- Vyloučení: 3:3 (1:0)
- Diváků: 5 403

Švédsko: Liv - Akerman, Ragnarsson, Mag. Johansson, Hedman, Timander, Bäckman, Ölvestad, Persson - Weinhandl, Davidsson, Thörnberg - Widing, Harju, Omark - Nordgren, Nilson, Berglund - Axelsson, Zackriksson, Forsberg.
Česko: Lukáš Mensator - Karel Rachůnek, Josef Melichar, Ondřej Němec, Miroslav Blaťák, Zdeněk Kutlák, Tomáš Mojžíš, Angel Krstev, Jakub Čutta - Petr Kumstát, Jiří  Hudler, Jan Bulis - Jaroslav Bednář, Roman Červenka, Tomáš Rolinek - Pavel Brendl, Josef Vašíček, Petr Hubáček - Tomáš Kůrka, Jiří Novotný, Marek Kvapil.

 Finsko -  Rusko 3:4  SN  (3:0, 0:1, 0:2 - 0:0, 0:1) Zpráva
5. listopadu 2009 - Helsinky
- Branky  Finsko : 2:59 Anttila, 5:01 Immonen, 7:52 Immonen
- Branky  Rusko : 26:26 Saprykin, 43:46 Zaripov, 58:50 Morozov, rsn. Morozov.
- Rozhodčí: Lärking, Vinnerborg (SWE) - Terho, Tervo (FIN)
- Vyloučení: 4:4 (1:1, 0:1)
- Diváků: 10 440

Finsko: Vehanen - Mäenpää, Puistola, Kukkonen, Niskala, Seikola, Väänänen, Latvala - Voutilainen, Kapanen, Peltonen - Salmelainen, Immonen, Pesonen - Kerman, Kontiola, Pihlström - Anttila, Santala, Komarov -
Tuppurainen.
Rusko: Košečkin - I. Nikulin, Kornějev, Galimov, Proškin, Guskov, Višněvskij, Aťjušov, Kalinin - Morozov, Tereščenko, Zaripov - A. Radulov, Zinovjev, Saprykin - Sušinskij, Kurjanov, Mozjakin - Perežogin, Sčastlivyj, Kozlov.

 Rusko -  Švédsko 4:1 (2:1, 0:0, 2:0) Zpráva
7. listopadu 2009 - Helsinky
- Branky  Rusko: 5:04 Zinovjev, 11:37 Zaripov, 41:44 Zinovjev, 44:32 Mozjakin
- Branky  Švédsko: 7:24 Thörnberg
- Rozhodčí: Rönn, Partanen - Sormunen, Saukonen (FIN)
- Vyloučení: 5:5 (0:0, 1:0) navíc Weinhandl (SWE) na 10 min.
- Diváků: 6 723

Rusko: Gelašvili - I. Nikulin, Kornějev, Galimov, Proškin, Guskov, Višněvskij, Aťjušov, Kalinin - Morozov, Tereščenko, Zaripov - A. Radulov, Zinovjev, Saprykin - Sušinskij, Kurjanov, Mozjakin - Perežogin, Sčastlivyj, Kozlov.
Švédsko: Mik. Tellqvist - Akerman, Bäckman, Timander, Hedman, Mag. Johansson, Ragnarsson, Fernholm - Weinhandl, Davidsson, Thörnberg - Widing, Harju, Omark - Zackriksson, Persson, Forsberg - Ölvestad, Nilson, Berglund - Nordgren.

 Česko -  Finsko 1:2 (1:1, 0:0, 0:1) Zpráva
7. listopadu 2009 - Helsinky
- Branky  Česko: 0:57 Jaroslav Bednář
- Branky  Finsko: 8:49 Mäenpää, 44:38 Salmelainen
- Rozhodčí: Vinnerborg, Lärking (SWE) - Puolakka, Tervo (FIN)
- Vyloučení: 5:2 (0:0)
- Diváků: 11 562

Finsko: Tarkki - Mäenpää, Puistola, Kukkonen, Niskala, Latvala, Väänänen, Seikola - Voutilainen, Kapanen, Peltonen - Salmelainen, Immonen, Kerman - Tuppurainen, Kontiola, Pihlström - Anttila, Santala, Komarov - Erkinjuntti.
Česko: Marek Schwarz - Karel Rachůnek, Josef Melichar, Ondřej Němec, Miroslav Blaťák, Zdeněk Kutlák, 	Tomáš Mojžíš, Angel Krstev, Jakub Čutta - Petr Kumstát, Jiří Hudler, Jan Bulis - Jaroslav Bednář, Roman Červenka, Tomáš Rolinek - Marek Kvapil, Josef Vašíček, Petr Hubáček - Tomáš Kůrka, Jiří Novotný, František Lukeš.

 Česko -  Rusko 3:4 PP (2:0, 0:2, 1:1 - 0:1) Zpráva
8. listopadu 2009 - Helsinky
- Branky  Česko: 5:34 Jan Bulis, 8:03 Pavel Brendl, 55:37 Jaroslav Bednář
- Branky  Rusko: 25:45 Saprykin, 33:59 Mozjakin, 47:02 Zaripov, 62:17 Morozov
- Rozhodčí: Laaksonen, Levonen - Orelma, Suominen (FIN)
- Vyloučení: 11:6 (1:2) navíc Melichar (CZE), A. Radulov (RUS) na 10 min.
- Diváků: 4 201

Česko: Marek Schwarz - Karel Rachůnek, Josef Melichar, Ondřej Němec, Miroslav Blaťák, Zdeněk Kutlák, Angel Krstev, Tomáš Mojžíš - Tomáš Kůrka, Jiří Hudler, Tomáš Rolinek - Jaroslav Bednář, Roman Červenka, Petr Hubáček - Petr Kumstát, Josef Vašíček, František Lukeš - Pavel Brendl, Jiří Novotný, Jan Bulis - Marek Kvapil.
Rusko: Košečkin - I. Nikulin, Kornějev, Galimov, Proškin, Guskov, Višněvskij, Aťjušov, Kalinin - Morozov, Tereščenko, Zaripov - A. Radulov, Zinovjev, Saprykin - Sušinskij, Kurjanov, Mozjakin - Perežogin, Sčastlivyj, Kozlov.

 Finsko -  Švédsko 7:0 (2:0, 5:0, 0:0) Zpráva
8. listopadu 2009 - Helsinky
- Branky  Finsko: 5:07 Immonen, 7:41 Voutilainen, 26:08 Peltonen, 34:17 Niskala, 36:26 Pihlström, 37:29 Peltonen, 39:41 Immonen
- Branky  Švédsko: nikdo
- Rozhodčí: Fraňo, Šindler (CZE) - Fonselius, Suoraniemi (FIN)
- Vyloučení: 9:9 (4:0, 1:0)
- Diváků: 10 901

Finsko: Vehanen - Seikola, Mäenpää, Niskala, Kukkonen, Latvala, Väänänen, Puistola - Erkinjuntti, N. Kapanen, Peltonen - Voutilainen, Immonen, Salmelainen - Tuppurainen, Kontiola, Pihlström - Anttila, Santala, Komarov - Kerman.
Švédsko: Liv (41. Tellqvist) - Akerman, Bäckman, Ragnarsson, Magnus Johansson, Fernholm, Timander - Nordgren, Davidsson, Thörnberg - Weinhandl, Persson, Forsberg - Omark, Harju, Berglund - Widing, Nilson, Ölvestad.

## All-Star-Team
| Útočník | Danis Zaripov Rusko - Jarkko Immonen Finsko - Alexej Morozov Rusko |
| Obránce | Mikko Mäenpää Finsko - Vitalij Proškin Rusko                       |
| Brankář | Petri Vehanen Finsko                                               |